# Guram Modebadze
Guram Modebadze (* 1. dubna 1967) je bývalý sovětský a gruzínský zápasník–judista.

## Sportovní kariéra
Připravoval s v Tbilisi v policejním vrcholovém sportovním středisku Dinamo. V sovětské reprezentaci se pohyboval od roku 1989. V roce 1991 doplatil na spory Gruzínců s trenérem sovětské reprezentace Vladimirem Kaplinem a po bojkotu mistrovství Evropy v Praze v roce 1991 ze sovětské reprezentace vypadl. Následoval rozpad Sovětského svazu a problém s financováním sportu v nově vzniklé Gruzii. V gruzínské reprezentaci se naposledy objevil v roce 1996 a následně ukončil sportovní kariéru. V dalších letech se věnoval trenérské práci v Tbilisi. Patří k nejuznávanějším trenérům v Gruzii. Jeho rukama prošli osobnosti světového juda Džardži Zviadauri (Ilias Iliadis), Varlam Lipartelijani, Avtandil Črikišvili a mnoho dalších mezinárodně úspěšných judistů.

## Výsledky
| Turnaj             | Sovětský svaz | Sovětský svaz | Gruzie     | Gruzie     | Gruzie     | Gruzie     |
| Turnaj             | 1990          | 1991          | 1992       | 1993       | 1994       | 1995       |
| Turnaj             | 23            | 24            | 25         | 26         | 27         | 28         |
| Turnaj             |               | lehká váha    | lehká váha | lehká váha | lehká váha | lehká váha |
| ------------------ | ------------- | ------------- | ---------- | ---------- | ---------- | ---------- |
| Olympijské hry     |               |               | —          |            |            |            |
| Mistrovství světa  |               | —             |            | —          |            | úč.        |
| Mistrovství Evropy | úč.           | —             | —          | —          | —          | —          |